# Tetanolita greta
Tetanolita greta là một loài bướm đêm trong họ Noctuidae.